# Guaso

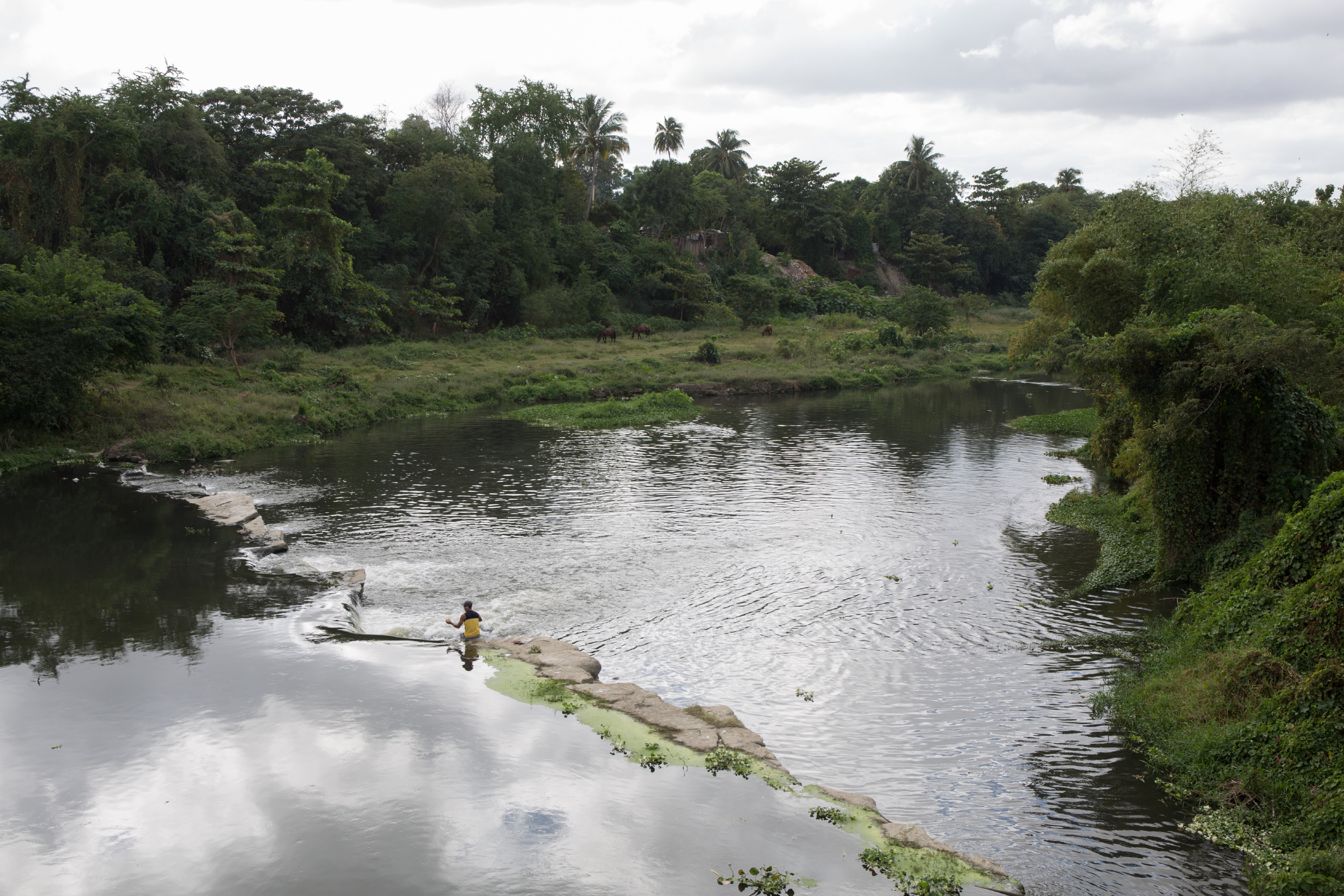
Rivier de Guaso

De Guaso is een rivier op Cuba. De rivier ontspringt in de provincie Guantánamo vijf kilometer ten noordnoordwesten van de plaats Jamaica. De rivier stroomt vanaf hier in zuidelijke richting langs de stad Guantánamo en mondt uit in de Guantánamobaai 6,5 kilometer ten noorden van de stad  Caimanera. 
De rivier is 32 kilometer lang en ontwatert een gebied in de provincie Guantánamo. In het laatste gedeelte vanaf de stad Guantánamo is de rivier navigeerbaar voor kleine schepen.